# Embrassez-moi (film, 1932)
Pour les articles homonymes, voir Embrassez-moi.
Pour plus de détails, voir Fiche technique et Distribution.
Embrassez-moi est une comédie tournée en 1932 par Léon Mathot.

## Fiche technique
Source : IMDb, sauf mention contraire
- Réalisation : Léon Mathot
- Scénario : Tristan Bernard, Jean Boyer, Yves Mirande et Gustave Quinson
- Musique : René Mercier et Vincent Scotto
- Photographie : René Gaveau
- Société de production : Gaumont-Franco Film-Aubert (G.F.F.A)
- Production : Iossif Ermoliev
- Format :  Noir et blanc - 1,37:1 - 35 mm - Son mono
- Pays d'origine : France
- Genre : Comédie
- Durée : 89 minutes
- Date de sortie : France : 21 octobre 1932

## Distribution
- Georges Milton : Boucatel, un négociant en vins
- Abel Tarride : le marquis de Champavert
- Tania Fédor : Aurore de Champavert
- Jeanne Helbling : la comtesse
- Maurice Escande : Gaston
- Raymonde Bonnet : Géraldine
- Odette Valensay : Émérantine
- Sinoël : Leclerc
- Georges Tréville : Lord Ashwell
- Albert Beauval : le vicomte
- Bazin : Norbert
- Julien Clément : Joseph